# Dove c'è musica
Dove c'è musica é o sétimo álbum de estúdio do cantor italiano Eros Ramazzotti, lançado em 13 de maio de 1996. Este álbum vendeu sete milhões de cópias em todo o mundo. No Brasil foi certificado com disco de ouro com mais de 100 mil cópias.

## Presença em Salsa e Merengue (1997)
Deste álbum, a canção "L'Aurora" integrou a trilha sonora internacional da novela "Salsa e Merengue", exibida pela TV Globo entre 1996/1997, trama escrita por Miguel Falabella e Maria Carmem Barbosa.

## Faixas
1. "Dove c'è musica" - 4:44
2. "Stella gemella" - 4:38
3. "Più bella cosa" - 4:24
4. "L'aurora" - 5:37
5. "Lettera al futuro" - 4:17
6. "Io amerò" - 5:07
7. "Questo immenso show" - 5:27
8. "Quasi amore" - 5:07
9. "Yo sin tì" - 4:12
10. "Lei però" - 4:50
11. "L'uragano Meri" - 4:46
12. "Buona vita" -3:51